# Viernheimer Kreuz
Het Viernheimer Kreuz in een knooppunt in de Duitse deelstaat Hessen.
Op dit klaverbladknooppunt kruisen de A6 (Saarbrücken/Waidhaus), de A659 (Mannheim/Weinheim) en de B38.

## Geografie
Het knooppunt ligt aan de noordoostkant van de stad Mannheim op het grondgebied van de stad Viernheim in Hessen, kleine delen liggen in de deelstaat Baden-Württemberg.
Het knooppunt verbindt Mannheim in het Rhein-Main-Gebiet via de Bundesautobahn 67 (ook over de A 6) en via het Kreuz Weinheim met de A 5, die ongeveer 5,5 km naar het oosten parallel loopt aan de A 6.

## Rijstroken
Nabij het knooppunt heeft de A6 2x3 rijstroken, de B38 heeft de tussen Mannheim en het knooppunt 2x3 rijstroken, tussen het knooppunt en Weinheim heeft A659 2x2 rijstroken. Alle verbindingsbogen hebben één rijstrook.

## Verkeersintensiteiten
Dagelijks passeerden in 2010 ongeveer 115.000 voertuigen het knooppunt.
| Van                 | Naar                           | Gemiddeld aantal voertuigen per dag | Percentage vrachtverkeer |
| ------------------- | ------------------------------ | ----------------------------------- | ------------------------ |
| A6 (vanuit noorden) | Viernheimer Kreuz              | 71.500                              | 13,8 %                   |
| Viernheimer Kreuz   | Kreuz Mannheim (A6 ri. zuiden) | 70.900                              | 12,1 %                   |
| A 659               | Viernheimer Kreuz              | 55.200                              | 5,1 %                    |
| Viernheimer Kreuz   | Einde snelweg (B 38)           | 36.400                              | 4,0 %                    |

## Richtingen knooppunt
| Aansluitende wegen         | Aansluitende wegen | Aansluitende wegen                                    | Aansluitende wegen | Aansluitende wegen            |
| -------------------------- | ------------------ | ----------------------------------------------------- | ------------------ | ----------------------------- |
|                            |                    | richting Saarbrücken / Keulen Frankfurt / Hannover    |                    | richting Viernheim / Weinheim |
|                            |                    |                                                       |                    |                               |
|                            |                    |                                                       |                    |                               |
|                            |                    |                                                       |                    |                               |
| richting Mannheim-Käfertal |                    | richting Mannheim-Mitte / Karlsruhe Bazel / Stuttgart |                    |                               |